# Résolution 434 du Conseil de sécurité des Nations unies
Membres permanents
- Chine
- États-Unis
- France
- Royaume-Uni
- URSS

Membres non permanents
- Allemagne de l'Ouest
- Bolivie
- Canada
- Gabon
- Inde
- Koweït
- Mauritanie
- Nigéria
- Tchécoslovaquie
- Venezuela

Résolution no 433 Résolution no 435
La résolution 434 du Conseil de sécurité des Nations unies, adoptée le 18 septembre 1978, après avoir réaffirmé les résolutions précédentes, notamment les résolutions 425 (1978), 426 (1978) et 427 (1978), a félicité la Force intérimaire des Nations unies au Liban (FINUL) pour son travail au Liban du Sud, mais a exprimé sa préoccupation quant à la situation au Liban dans son ensemble. Cette décision intervient dans le contexte de la guerre civile libanaise et de l'insurrection palestinienne au Sud-Liban.
Le Conseil de sécurité a également noté avec inquiétude le fait que la FINUL ne pouvait pas opérer librement dans toute la région, tout en exprimant sa tristesse face à la perte de certains de ses membres. Par conséquent, en réponse à une demande du Gouvernement libanais, le Conseil:
a) a renouvelé le mandat de la FINUL pour quatre mois, jusqu'au 19 janvier 1979 ;
b) a appelé Israël, le Liban et les autres parties à mettre en œuvre ses résolutions antérieures ;
c) a prié le secrétaire général de lui faire rapport dans deux mois sur les progrès réalisés dans la mise en œuvre de la résolution.
La résolution 434 a été adoptée par 12 voix contre zéro. La Tchécoslovaquie et l'Union soviétique se sont abstenues et la Chine n'a pas pris part au vote.

## Voir également
- Conflit du Sud Liban de 1978
- Ligne bleue
- Histoire du Liban
- Liste des résolutions du Conseil de sécurité des Nations unies adoptées en 1978